# 佐藤孝亮
佐藤 孝亮（さとう こうすけ、1996年3月2日 - ）は、日本の男性プロレスラー。埼玉県さいたま市出身。血液型B型。大日本プロレス所属。

## 経歴
日大豊山高校2年の時にアニマル浜口ジムに入門し、プロレスラーを目指して5年間トレーニングを重ねた。
高校卒業後、接骨院勤務を経て、2018年に大日本プロレスに入門。
2019年5月5日、横浜文化体育館大会でデビュー（vs 加藤拓歩・兵頭彰、パートナーは石川勇希）。
2020年、ストロングJ(ジュニア)戦線への参戦を表明。
2021年、木高イサミの保持するBJW認定ジュニアヘビー級王座に挑戦を表明。

## 得意技
- 串刺しドロップキック
- ミドルキック
- フロントネックロック